# Blacktrash: The Autobiography of Kirk Jones
Blacktrash: The Autobiography of Kirk Jones – pierwszy solowy album amerykańskiego rapera Sticky’ego Fingaza.

## Lista utworów
1. "Intro" – 1:47
2. "Come On" – 4:26
3. "My Dogz Iz My Gunz" (feat. Black Child) – 4:25
4. "Not Die'n" – 2:21
5. "Kirk Jones Conscience" – 1:37
6. "Money Talks" (feat. Raekwon) – 4:34
7. "Why" (feat. X-1, Still Livin) – 4:57
8. "Oh My God" – 4:26
9. "State vs. Kirk Jones" (feat. Rah Digga, Redman, Canibus, Scarred 4 Life, Lord Superb, Guess Who) – 4:15
10. "Kirk Jones Conscience II" – 0:48
11. "Baby Brother" (feat. Dave Hollister) – 5:40
12. "Cheatin'" – 4:00
13. "What Chu Want" (feat. X-1) – 4:15
14. "Ghetto" (feat. Petey Pablo) – 4:18
15. "What If I Was White" (feat. Eminem) – 4:33
16. "Sister I'm Sorry" (feat. Choclatt) – 4:28
17. "Get It Up" (feat. Fredro Starr) – 3:59
18. "Kirk Jones Conscience III" – 0:36
19. "Licken off in Hip-Hop" (feat. Columbo the Shining Star) – 4:15
20. "Wonderful World" – 2:11